# 筺底のエルピス
『筺底のエルピス』（はこぞこのエルピス）は、オキシタケヒコによる日本のライトノベル。
イラストはtoi8が担当。ガガガ文庫（小学館）にて2014年12月から刊行されている。

## あらすじ

### 第一章「絶滅前線」（1巻）
太古より鬼や悪魔と呼ばれ、次元の裏側から人間を同族殺しへ駆り立ててきた存在、殺戮因果連鎖憑依体。鬼を狩る組織「門部」は、不可視の鬼を見破る改造眼球「天眼」と時を止める超常の力場「停時フィールド」を武器に、平安時代から1200年以上にわたって日本で戦い続けていた。
門部の封伐員である百刈圭と乾叶は、叶の親友の朋之浦結に白鬼が憑依したことを知る。白鬼は通常の鬼と違い殺意を煽らないが、やがて黒鬼と化して虐殺や大戦の原因になるとされる。今のところ無害な少女を保護するのか、それとも封じるのか。門部内部で議論が紛糾する中、ヨーロッパを中心に活動するゲオルギウス会が白鬼確保に動き始める。

## 用語
殺戮因果連鎖憑依体
鬼、悪魔、死魔。憑依した人間の思考に干渉して殺意を増幅し、同族殺しへ駆り立てる殺戮のプログラム。不可視かつ不可触であり、改造眼球の所有者だけがその姿を捉えられる。宿主が死亡するとその死に関係するもっとも強い因果を持つ人間へ転移し、肉体と精神を支配する力を増していく。第1段階の鬼は脳の前頭葉に差し込まれた2本の角のような干渉プラグとして出現し、死の連鎖を経て第2段階の鬼に成長する。直接的な暴力による死を重ねると肉体の支配に長けた赤鬼になり、間接的な謀殺による死を重ねると精神の支配に長けた青鬼になる。赤鬼と青鬼の性質が混ざった鬼は斑鬼と呼ばれる。
高次の鬼は死の状況に応じて様々な付属器官を獲得する。例えば背後から殺されると後方を感知するセンサー「尻尾」が備わり、体を拘束された状態で殺されると全身を支配する高速の疑似神経網「雷」が備わる。ほかに「大角」「邪眼」「翼」「糸」「爪」などがある。
被害者から加害者へ次々と転移する鬼を消滅させる方法のひとつが自死である。鬼は宿主の自死により「次の憑依対象は自分だが、その自分は死んでいる」というループに陥り消滅する。自死は第2段階以下の低次の鬼に有効だが、成長して因果をたどる力が増した第3段階以上の鬼には通用しない。高次の鬼を消滅させる唯一の方法は、ワームホールゲートと停時フィールドを組み合わせることで実現する「人類絶滅後の未来へのタイムトラベル」である。宿主以外の人類がいない状況に直面した鬼は、宿主の同族を駆逐するという基本命令を達成して自壊する。
白鬼
史上数例しか出現が確認されていない特殊な鬼。74本もの干渉プラグとして出現するが、宿主の肉体や精神には全く影響を及ぼさず無害である。しかし宿主が死亡すると凶悪な黒鬼に変わって次の宿主へ転移し、他者にも及ぶ圧倒的な干渉力をもって大虐殺や大戦を引き起こす。白鬼は通常の手段では消滅させることができない。ゲオルギウス会では光輝（ルチーフェル）と呼称。
引き抜き崩壊（アンプラグ・コラプス）
干渉プラグを増設した高次の鬼が転移時に元宿主の脳の神経網を焼き切る現象。生存率は低く、仮に生き延びても日常生活すら満足に送れないことがほとんど。
一本角化（ユニコナイズ）
タイムトラベルを経て同一時空に複数存在することになった人物（平行時空同位個体）の周囲で鬼の干渉プラグがねじれて一本角と化す現象。一本角の鬼は「雷」をまとい、増殖した人間を執拗に殺そうとする。
改造眼球
異星知性体のテクノロジーのひとつ、「見鬼の眼球」。鬼が宿主の脳へ干渉する際にゆらぐ大気のパターンを検出し、鬼の姿を合成映像として所有者の網膜に描き出す。鬼の検知のほか、停時フィールドアカウントの操作や視覚の強化、情報の記録および共有など、その機能は多岐にわたる。門部では天眼、ゲオルギウス会では真実の目（オクルス・ヴェリターティス）、Iではファゾムスとそれぞれ呼称。
停時フィールド
異星知性体のテクノロジーのひとつ、「時を止める柩」。囲んだ空間の時間の流れを止める力場、およびその制御アカウント。境界面に巻き込んだあらゆる物体を切断し、内部に封じたものをあらゆる脅威から防護する。境界面はどんな波長の電磁波でも吸収し、改造眼球からの制御信号以外は熱として周囲に放射する黒体である。アカウントは原則ひとりにつきひとつであり、形状とサイズ、展開可能距離、展開持続時間、遠隔固定機能といった各性質は使用者によって千差万別。全ての停時フィールドに共通する制約としては「ひとつながりの単一の形状でなければならない」「既に停時フィールドが展開している空間に別の停時フィールドを重ねることはできない」といったものがある。
覚者（アウェイクン）
異星知性体のテクノロジーによって「超人の肉体」を得た人間。その肉体はほぼ不老不死であり、並外れた身体能力と組織の再生機能を持つ。代謝制御器官たる第二心臓（セカンドハート）が中枢にして唯一の急所。脳の情報を保存している第二心臓は予備の脳としても働き、鬼に憑依されていても肉体を操ることができる。覚者には「人類絶滅の回避に全力で奉仕する」という強力な条件づけが施される。
常覚者（スリープレス）
覚者のなかでも突出した能力を持ち、多くの覚者を束ねる実力者。
休眠者（スリーパー）
ソムヌスとも。停時フィールドで自らを包んで長期間の休眠と短期間の覚醒を繰り返し、果てしない時を生きている人間。
異星知性体（プロスペクタ）
鬼に抗う術を人類にもたらした存在。現在3体が地球上に来訪しており、地上用端末の依代を介して各鬼狩り組織を運営している。3体の間では鬼の出現とその座標に関する情報が瞬時に共有される。
依代（よりしろ）
異星知性体を神経系に寄生させた人間。金晶元を肉体に埋め込むことで異星知性体を宿すが、適性を持つ人間は極めて稀。鮮やかな2色に塗り分けられた瞳、作り物めいた美貌といった外見的特徴があり、背後に金晶の粒子をまとう。代謝が常人の6分の1に引き落とされているため長命である。ワームホールゲートの制御アカウント、停時フィールドのマスターアカウントを所有する。依代が占める空間は停時フィールドの展開座標に指定できない。
金晶（こんしょう）
後光（アウレオラ）、光背（ニンバス）とも。改造眼球の加工、重傷の治療などに用いる分子アセンブラ。
金晶元（こんしょうげん）
ニンバス・ステーションとも。異星知性体の寄生端末。代々の依代の記憶と意識を格納している。
ワームホールゲート
各ゲート組織が1つずつ有するワームホール生成装置。専用アカウントを持つ依代だけが制御できる。
捨環戦（しゃかんせん）
ワームホールゲートによるタイムトラベルを利用した時空の改変戦争。
門部（かどべ）
内閣府宮内庁に属する表向きは存在しない外院。平安時代から日本で活動している鬼狩りの組織。戦闘と索敵を担う封務、作戦立案と組織運営を担う巧務、意思決定と機密管理を担う式務の3つの部署から成る。本部は副都心地下の核シェルター。
式務戒（しきむかい）
式務が定める戒律。異星知性体やその技術に関する知識をみだりに人類へもたらすことは災いを招くという方針から特定の情報を機密としている。
都立十束高等学校
叶や結が通う高校。門部職員の親類や庇護下にある未成年の一括管理を目的とする学校のひとつ。
ゲオルギウス会
急増する悪魔事案への対処を目的としてバチカンに設置された、祓魔師（エクソシスト）が集う非公式の地下修道会。
使徒衛星（アポストールス）
ゲオルギウス会が秘密裏に打ち上げた長距離秘匿通信用の人工衛星。十二使徒にちなんで計画されたものの、運用が実現しているのは5機のみ。
テンプル騎士団
正式名称は「聖櫃と歩む十字門神殿の剣たち」。最精鋭の祓魔師の一団を指す称号。前団員の壊滅以来その座は40年以上にわたり空席のまま。
I（ジ・アイ）
THE EYEとも表記される。世界全体の政治、経済、軍事、あらゆるものを裏から支配する秘密結社。
トリスメギストス試験
略称TT。Iの情報戦略担当官の未来予測能力を測る適性テスト。

## 登場人物

### 門部
百刈 圭（ももかり けい）
封伐員。12年前、家族を鬼に惨殺された事件をきっかけに門部と接触、鬼狩りに身を投じる。
停時フィールド：朧筺（おぼろばこ）
百刈 燈（ももかり あかり）
圭の妹。門部の第7代当主。家族が殺される瞬間を目にしたショックで意識障害に陥るも依代となることで回復、以後は当主として門部を取り仕切る。
乾 叶（いぬい かなえ）
新人封伐員。2年前に鬼の凶行で両親を失う。白鬼に憑依された親友の結を守るため奮闘する。
停時フィールド：蟬丸（せみまる）
星 カナエ（ほし カナエ）
乾叶の平行時空同位個体。
停時フィールド：空斬（うつぎり）
阿黍 宗佑（あきび そうすけ）
封務と巧務を統率する当主代行。圭と叶の師。最強の封伐員と称される伝説的な柩使い。
停時フィールド：久遠棺（くおんかん）
貴治埼 花（きじざき はな）
巧務医療部門の医師。人体実験を目的に門部に在籍する変わり者だが腕は確か。
停時フィールド：磐長（いわなが）
間白田 俊彦（ましらだ としひこ）
巧務の複数部門に関わる技術者および戦略技官。飄々として捉えどころのない性格ながら、その知識と技術は門部随一。
姥山 冬九郎（うばやま とうくろう）
封伐員。命令無視と独断専行の常習犯という門部きっての問題児。生じた責任は全うする姿勢と人柄の良さから人望は厚い。
停時フィールド：震柱（ふるえばしら）
霧島 幸緒（きりしま ゆきお）
青鬼専門の封伐員。閉鎖空間においては無敵と名高い。引き抜き崩壊を生き延びた経験に由来する読心能力を持つ。
停時フィールド：檻漆（おりうるし）
奥菜 正惟（おきな まさただ）
封伐員。姥山の師。標的の行動を読んで罠にかける追跡戦の達人。2年前にIと交戦し敗北、行方不明になっていたが、覚者となって門部の前に立ちふさがる。
停時フィールド：潜墨（もぐりずみ）

### 十束高等学校
朋之浦 結（とものうら ゆい）
叶の幼馴染。2年生。天文部所属。史上7体目の白鬼に憑依される。
奥菜 伊吹（おきな いぶき）
留年中の2年生。天文部所属。
二江 光一（ふたえ こういち） / 洗矢 光一（あらいや こういち）
2年生。天文部部長。
朱鷺川 ひかえ（ときがわ ひかえ）
3年生。元生徒会長。
外園 隆（ほかぞの たかし）
3年生。元剣道部主将、元風紀委員。

### ゲオルギウス会
サリエルXIII
ゲオルギウス会の依代。
ジグマール・ワイデンライヒ
祓魔師。ゲオルギウス会の精鋭を率いる老修道士。停時フィールドによる距離を問わない高速移動が武器。
停時フィールド：アディピスコル
ミケーラ・ペルラ
祓魔師。ラファエラとガブリエラという姉妹人格を宿し、3つの停時フィールドアカウントを操る規格外の柩使い。
停時フィールド：トリジェミニス
バルトロメオ・ルスティケリ
祓魔師。回転する停時フィールドで大気を巻き込みプラズマ化し、爆破することを得意とする。
停時フィールド：サークラ・イグニス
ユーゼフ・ピウスツキー
祓魔師。攻防一体の甲冑型停時フィールドをまとって戦う格闘家。
停時フィールド：アルミストラベア
ディエゴ・ビセンテ・デミチェリス
祓魔師。極微小サイズの停時フィールドを用いた遠距離追跡を担当。
停時フィールド：インセクエンス
グレイザ・アンドラーダ
祓魔師。祓魔師が集う「鞘の寮」の元寮母。周囲の情報を統合して正確な未来予測を行う特殊感覚「箱庭」の持ち主。
停時フィールド：カストルム・イナニス
アンジェリカ・インセグノ
故人。ワイデンライヒの師にして元テンプル騎士団団長。
停時フィールド：ドミニオン
ギスラン・コンドロワイエール
千年枢機卿の異名を持つ休眠者。
停時フィールド：シレンティウム

### I
プロフェッサー
中枢部門「教授の生徒たち（プロフェッサーズ・スチューデンツ）」を率いる常覚者にして組織の最長老。停時フィールドの性能を最大限に引き出す完全適合体を探している。
エース・シャター
組織戦闘部門「砕き屋と仲間たち（シャターズ・カンパニー）」を率いる常覚者。柩使いの天敵たる「柩殺し」。
停時フィールド：エース・シャター
パペッティア
諜報部門「人形遣い劇団（パペッティア・シアター）」を率いる常覚者。第二心臓を駆使して他の覚者を自分の分身として操る「人形遣い」。
エンブリオ
秘匿部門「生まれざる曲芸隊（エンブリオ・サーカス）」を率いる常覚者。同志の覚者たちにすら忌み嫌われるほど残忍な最悪の不死者。
メルクリウス
経済部門「経済主の組合（メルクリウス・ユニオン）」を率いる常覚者。卓越した未来予測能力で世界経済をコントロールしている。
マーシアン
移送部門「火星人の運送屋（マーシアン・タクシーズ）」を率いる常覚者。世界各地に組織の人員を運ぶ。
停時フィールド：レグレス・トリポッド
ヒルデ・トールヴァルト
コードネームはティン・ガン。第二次世界大戦末期に覚者となった狙撃手。シャターの部下。
停時フィールド：マイネ・クーゲル

## 既刊一覧
オキシタケヒコ（著）、toi8（イラスト）、小学館ガガガ文庫、既刊8巻。
| タイトル                           | 初版発行日（初版発売日）         | ISBN              |
| ---------------------------------- | -------------------------------- | ----------------- |
| 筺底のエルピス -絶滅前線-          | 2014年12月23日（2014年12月18日） | 978-4-09-451527-5 |
| 筺底のエルピス2 -夏の終わり-       | 2015年8月23日（2015年8月18日）   | 978-4-09-451567-1 |
| 筺底のエルピス3 -狩人のサーカス-   | 2016年3月23日（2016年3月18日）   | 978-4-09-451601-2 |
| 筺底のエルピス4 -廃棄未来-         | 2016年8月23日（2016年8月17日）   | 978-4-09-451612-8 |
| 筺底のエルピス5 -迷い子たちの一歩- | 2017年8月23日（2017年8月18日）   | 978-4-09-451695-1 |
| 筺底のエルピス6 -四百億の昼と夜-   | 2019年1月23日（2019年1月18日）   | 978-4-09-451772-9 |
| 筺底のエルピス7 -継続の繋ぎ手-     | 2021年2月23日（2021年2月18日）   | 978-4-09-451891-7 |
| 筺底のエルピス8 -我らの戦い-       | （2025年4月18日）                | 978-4-09-453238-8 |